# تاكاشي كاواي
تاكاشي كاواي (باليابانية: 川井貴志؛ بالكانا: かわい たかし) هو لاعب كرة قاعدة ياباني، ولد في 16 سبتمبر 1976 في سومييوشي-كو في اليابان.

## وصلات خارجية
- تاكاشي كاواي على موقع الدوري الياباني لكرة القاعدة (الإنجليزية)
- تاكاشي كاواي على موقعبيزبول رفرنس.كوم (الدوري الثانوي) (الإنجليزية)